# Mirza zaza
Mirza zaza är en primat i familjen muslemurer som förekommer på Madagaskar. Populationen räknades tidigare till arten Mirza coquereli. 2005 beskrevs den av ett tyskt forskarlag på grund av morfologiska, genetiska och ekologiska skillnader som en självständig art. Denna taxonomi godkänns även av IUCN.

## Utseende
Artens korta päls har huvudsakligen en brungrå färg och buken är ljusgrå. Djuret har en yvig svans med mörkare spets och avrundade korta öron. Den andra arten i släktet har en genomsnittlig kroppslängd (huvud och bål) av 25 cm och en svanslängd av cirka 28 cm. Mirza zaza är lite mindre.

## Utbredning och habitat
Denna muslemur förekommer med flera från varandra skilda populationer i Madagaskars norra del. Habitatet utgörs främst av torra skogar men arten finns även i mera våta områden nära floden Sambirano.

## Ekologi
Flera hannar och honor bildar flockar med upp till åtta medlemmar som sover tillsammans. Viloplatsen är ett nästa som byggs av lianer och kvistar och som placeras uppe i träd. Gruppens revir är upp till 2,4 hektar stort och markeras med urin och körtelvätska. Arten har olika läten för kommunikationen och det sociala bandet stärks med ömsesidig pälsvård. Individerna går på fyra fötter över grenar eller hoppar till andra grenar.
Mirza zaza äter bland annat frukter, blommor, insekter, spindlar och mindre ryggradsdjur som grodor, ödlor samt småfåglar och deras ägg under regntiden. Under den torra perioden äter den främst söta avsöndringar av insektslarver från familjen Flatidae.
I motsats till tidigare uppgifter finns ingen särskild parningstid hos arten. Per kull föds oftast två ungar och ibland tre. Vanligen ligger ett år mellan två födslar.

## Hot och status
Denna primat hotas troligen av svedjebruk som är vanlig på Madagaskar. Beståndet minskar och arten listas av IUCN som sårbar (VU).